# Міністерство оборони (Камбоджа)
Міністерство Національної оборони (кхмер. ក្រសួងការពារជាតិ) відповідає за всіма установами та функціями уряду, які безпосередньо стосуються національної безпеки та Королівських збройних сил Камбоджі. Це міністерство оборони Камбоджі. Чинним міністром національної оборони є Теа Бан.

## Структура
- Королівські Збройні сили Камбоджі
- Королівські Сухопутні війська Камбоджі
- Королівські Повітряні сили Камбоджі
- Королівські Військово-морські сили Камбоджі
- Королівська Жандармерія Камбоджі